# Master in Management
Le Master in Management (MiM) est un diplôme d'études supérieures dans le domaine du management, comprenant un à deux ans de cours de niveau universitaire en administration des affaires.
En France, un programme de Master in Management (MiM) dure généralement trois ans (en école supérieure de commerce), et s'inscrit donc dans un format totalement différent. Il ne doit pas être confondu avec son homologue anglo-saxon. Il est souvent appelé « Programme Grande École », ou PGE.
Dans le monde universitaire anglo-saxon, il est similaire au Master of Business Administration (MBA) car il contient des cours de gestion identiques mais est ouvert aux futurs candidats de troisième cycle à n'importe quel niveau de leur carrière, contrairement aux programmes de MBA qui ont des exigences de crédit de cours plus longues et n'acceptent que les professionnels en milieu de carrière. Dans de nombreux cas, il est synonyme de Master of Science in Management (MSM ou MiM)  et est également lié au Master of Science in Commerce (MS-Comm ou MS-Com),.
Étant donné que le programme est conçu pour les étudiants souhaitant occuper des postes de direction, le diplôme attire des candidats issus de diverses disciplines académiques.
Une enquête mondiale menée auprès des écoles de commerce proposant des programmes MiM montre une forte croissance des candidatures en période de récession mondiale déclenchée par la COVID-19,. Cette croissance des candidatures montre la demande de programmes de pré-expérience parmi les candidats nationaux et internationaux se préparant à des carrières de gestion.

## Organisation du cursus
Le cursus peut être à temps plein, à temps partiel, à distance, accéléré ou executive.
Le programme MiM pour les jeunes professionnels ayant une expérience professionnelle limitée ressemble souvent à un programme de MBA. Il prépare généralement les étudiants à gérer les problèmes de gestion dans tous les domaines de l'entreprise, avec la possibilité de se concentrer ou de se spécialiser dans un domaine. La plupart des programmes commencent par une série de cours obligatoires et proposent ensuite des cours plus spécialisés aux deux tiers du programme. Les sujets du programme MiM portent souvent sur la comptabilité, la finance, l'administration des affaires, le commerce international, la gestion du marketing, la gestion de la chaîne d'approvisionnement, les ressources humaines, la gestion à but non lucratif et l'entrepreneuriat.
Le programme MiM pour les professionnels seniors ayant une expérience en gestion (généralement plus de 10 ans) ressemble souvent à un programme Executive MBA (EMBA). Il prépare généralement les étudiants à gérer les tâches associées à des sujets interdisciplinaires liés aux affaires, tels que la prise de décision éthique, le droit des affaires, les valeurs commerciales mondiales, la sécurité au travail, la criminalité d'entreprise et la motivation des employés.

## Admissions
Les écoles de commerce évaluent normalement les candidats en fonction de la note, ou GPA (et du GPA des diplômés, le cas échéant), des CV, des lettres de recommandation, des essais et des entretiens personnels. Sur la base de ces indicateurs, un comité décide si le candidat convient au profil académique du programme, peut démontrer un potentiel de leadership considérable et contribuer positivement au corps étudiant de l'école dans son ensemble.